# The Walking Dead: Michonne
The Walking Dead: Michonne es un videojuego de aventuras por episodios de Telltale Games, basado en la serie de cómics The Walking Dead. El videojuego, que tiene lugar entre los números 126 y 139 de la serie de cómics, muestra eventos de lo que Michonne estaba haciendo durante su partida temporal del grupo de supervivientes liderado por Rick Grimes en medio de un apocalipsis zombi. Samira Wiley hizo la voz de Michonne en el videojuego. La serie de tres episodios se lanzó entre febrero y abril de 2016 para computadoras personales con Microsoft Windows, las consolas PlayStation 3, PlayStation 4, Xbox 360 y Xbox One, y dispositivos móviles.

## Argumento
La miniserie de tres episodios sigue el viaje de Michonne después de dejar el grupo de confianza de Rick Grimes en el número 126, y lo que la trajo de vuelta al grupo en el número 139. También sirve como vínculo entre las temporadas existentes de The Walking Dead desarrolladas por Telltale Games. 
La historia comienza con Michonne en un bote con cuatro hombres, con flashbacks sobre el abandono de sus dos hijas, Colette y Elodie. Ella considera suicidarse, y si procede, Pete, el líder del barco, la detiene en el acto. Reciben una señal de radio de un área conocida como Mobjack, y Michonne y Pete desembarcan en el área, dejando atrás a sus tres tripulantes, Siddiq, Oak (un inmigrante británico) y Berto, en el bote de Pete. Su búsqueda los lleva a un bote abandonado. Al entrar, encuentran a dos personas encadenadas a las puertas, con disparos en la cabeza, para asegurarse de que no puedan volverse hacia los caminantes. Ellos hurgan, pero son emboscados por Samantha y Greg Fairbanks, dos hermanos que también buscan suministros. Mientras luchan contra los caminantes, el grupo es tomado como rehén por Randall, un hombre que forma parte de un grupo más grande bajo el liderazgo de su hermana, Norma, que persigue a Sam y Greg por robar sus suministros de su ciudad.
El grupo es llevado a una comunidad parecida a un pantano llamada Monroe, donde Michonne y Samantha se quedan en la sala de almacenamiento de un barco, donde Samantha se disculpa por su comportamiento e intenta que Michonne le haga una emboscada a Randall, una elección para el jugador. Randall lleva a Michonne a Norma. Michonne es cuestionada por Norma, donde el jugador puede cumplir o negarse. Norma advierte a Michonne que Samantha es una mentirosa y que no se debe confiar en ella. Greg también es interrogado, aunque le miente a Norma, lo que obliga a Michonne a ayudarlo a él o a guardar silencio.
Randall obliga a Zachary, un joven miembro del barco, a interrogar a Michonne, Greg y Samantha. Zachary le dispara sin querer a Greg, lo que obliga a Michonne a destruir su cerebro para que no se dé la vuelta. Una angustiada Samantha intenta vengarse matando a Zachary, algo con lo que Michonne puede estar de acuerdo o en desacuerdo. De cualquier manera, Michonne y Sam rescatan a Pete y luchan para salir de Monroe. Si Zachary se salvó, él, junto con su novio Jonas, ayudaría a Michonne y Sam a escapar para pagarle a Michonne por salvarle la vida. Pete se ofrece a entregarse para salvar a Michonne y Sam, algo con lo que Michonne puede estar de acuerdo o en desacuerdo. Sam sugiere que se escondan en la casa de su familia, pero Randall le dispara en el hombro y lo hiere durante su uga. El grupo llega a la casa de Sam donde conocen a su padre, John, sus hermanos menores, James y Alex, y su mejor amiga, Paige. Con la ayuda de la familia, Michonne extrae la bala del hombro de Sam y cauteriza su herida, salvándole la vida. Mientras Sam descansa, Michonne se entera por Paige y John que la madre de Sam se suicidó debido a la dura realidad del apocalipsis, que afecta a la familia.

## Episodios
El videojuego se dividió en tres episodios, lanzados en intervalos de un mes.
| N.º | Título                 | Dirigido por | Escrito por                                                | Fecha de lanzamiento original |
| --- | ---------------------- | ------------ | ---------------------------------------------------------- | ----------------------------- |
| 1 | «Demasiado profundo»   | Kent Mudle   | Meghan Thornton Nicole Martinez                            | 23 de febrero de 2016         |
| Michonne se une a Pete y su tripulación a bordo de "The Companion" e intercepta una señal de socorro que los lleva a una misteriosa comunidad llamada Monroe. |                        |              |                                                            |                               |
| 2 | «Sin refugio»          | Sean Manning | Zack Keller Andrew Hanson                                  | 29 de marzo de 2016           |
| Michonne y Pete se ven obligados a decidir qué medidas tomar después de que Sam resulta gravemente herido durante su fuga de la hostil ciudad de Monroe.      |                        |              |                                                            |                               |
| 3 | «Lo que nos merecemos» | Jason Latino | Nicole Martinez Erica Harrell Desirée Proctor Joshua Rubin | 26 de abril de 2016           |
| Michonne, Pete, Sam y los miembros supervivientes de su familia se mantienen firmes mientras esperan la inminente llegada de Norma.                           |                        |              |                                                            |                               |

## Desarrollo
En junio de 2015, Telltale anunció una serie de tres episodios titulada The Walking Dead: Michonne. Originalmente, la miniserie estaba programada para lanzarse como contenido descargable para la temporada 2. Sin embargo, en diciembre de 2015, Telltale anunció que el videojuego se lanzaría en febrero de 2016 como un título independiente que no requeriría ningún videojuego anterior de la serie para ser jugado.
The Walking Dead: Michonne fue el primer videojuego desarrollado bajo una reelaboración parcial del nuevo Telltale Tool, el motor de videojuegos, que brindaba un mejor soporte para las consolas más nuevas, particularmente con DirectX. La reelaboración del motor Telltale Tool se completó para el siguiente lanzamiento de Telltale, Batman: The Telltale Series.

### Banda sonora
El 10 de septiembre de 2019, se lanzó un álbum de banda sonora oficial que compuso Jared Emerson-Johnson para el videojuego para descarga digital y en servicios de transmisión, con un conjunto de vinilos de edición especial que se lanzaría poco después.

## Recepción
| Videojuego                       | Metacritic                 |
| -------------------------------- | -------------------------- |
| Episodio 1: Demasiado profundo   | (PC) 69 (PS4) 70 (XONE) 65 |
| Episodio 2: Sin refugio          | (PC) 66 (PS4) 82 (XONE) 78 |
| Episodio 3: Lo que nos merecemos | (PC) 71 (PS4) 76 (XONE) 73 |
| A Telltale Miniseries            | (PC) 67 (PS4) 64           |

The Walking Dead: Michonne recibió reseñas mixtas de los críticos. Recibió elogios por su atmósfera, secuencias de acción y el desarrollo del personaje de Michonne, pero fue criticado por su historia, personajes secundarios, episodios cortos y fallas gráficas. 